# 普热梅斯瓦夫·普瓦赫塔
普热梅斯瓦夫·普瓦赫塔（波蘭語：Przemysław Płacheta，1998年3月23日—）是一名波蘭足球運動員，司職翼鋒，現效力於英冠球會牛津联。

## 球會生涯
普瓦赫塔在沃維奇鹈鹕開始學習踢足球，當他父親看到羅茲體育會在登報紙招募年青球員後，他便轉投羅茲。後來他赴德國球會RB萊比錫學習踢球，期間他曾多次在一隊參加友誼賽。2017年，他在德丙球會松嫩霍夫大阿斯帕赫首次職業聯賽上場。後來由於母親患病而回國轉投謝德爾采。
在2018/19波蘭足球乙級聯賽賽季開始前，普瓦赫塔與波德比斯基簽約加盟，當在該賽季上場25次。2019年他以約30萬波兰兹罗提身價轉會至弗羅茨瓦夫與簽約三年。該賽季他共上場35次，打進8球及交出5助攻。
2020年7月，他轉投英冠球會诺维奇城並簽約四年，轉會費據報約3百萬歐元，是弗羅茨瓦夫史上最大筆出售交易。普瓦赫塔也是诺维奇城史上首位波蘭藉球員，他在2020年9月19日對普雷斯顿的比賽打進在英格蘭首球。
2022年7月，他被外借到英冠球會伯明翰至季末。8月5日對哈德斯菲尔德的比賽，他打進在新球會首顆進球，使球隊以2-1取勝。

## 國家隊生涯
普瓦赫塔曾代表波蘭U21參加2019年歐洲U-21足球錦標賽對西班牙U21的比賽，他是當時大軍名單中最年輕的球員。2020年11月，他首次代表成年隊上場參加對烏克蘭的友誼賽。

## 榮譽
诺维奇城
- 英格蘭足球冠軍聯賽：2020–21